# 연대기

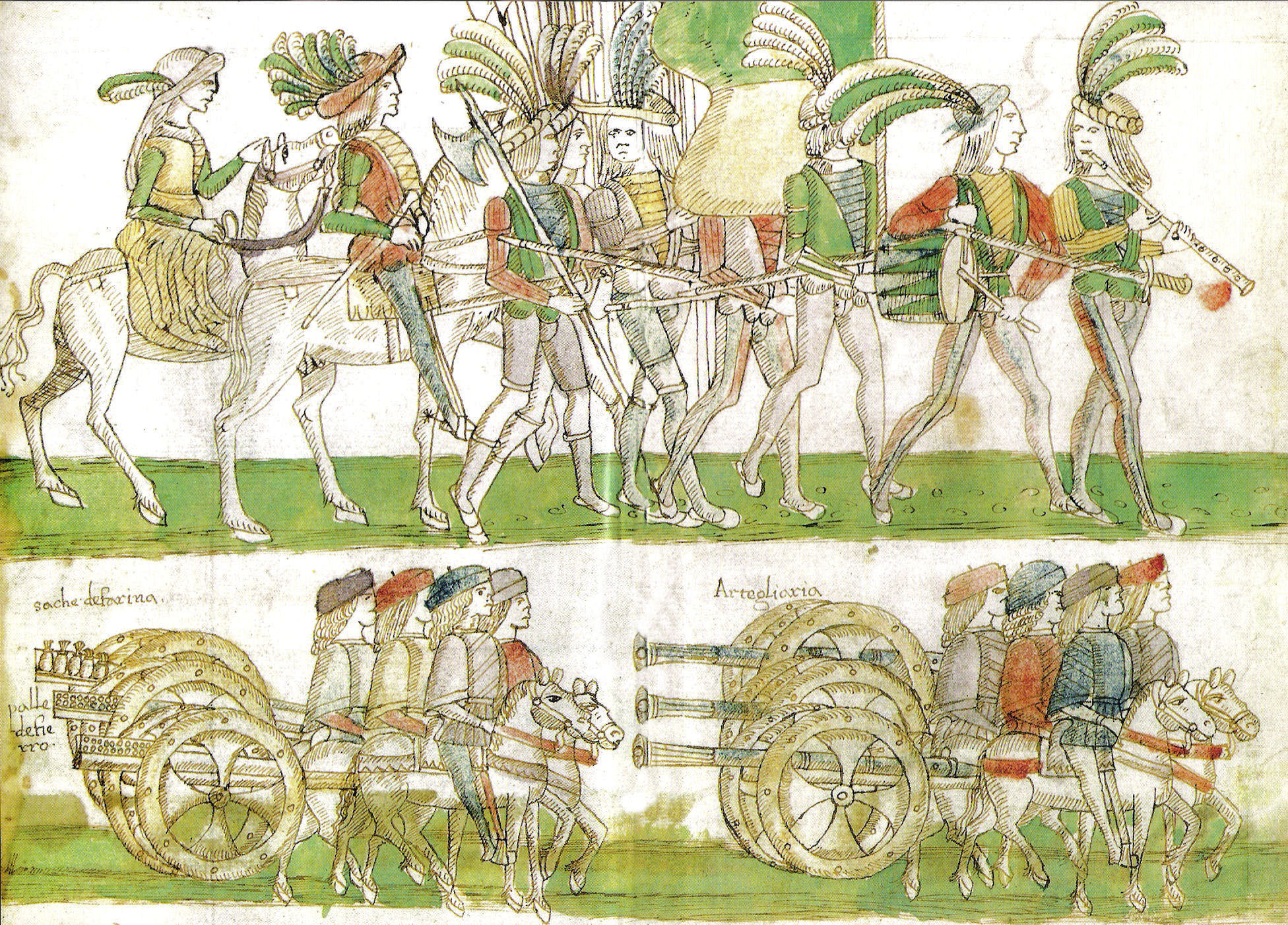

연대기(年代記, 문화어: 년대기)는 연대적 순서의 역사적 사실과 사건을 가리킨다. 편년사(編年史)라고도 부른다. 일반적으로 역사적으로 중요한 사건과 지역적인 사건마다 어느 정도의 동등한 균형을 맞추어서 기록자의 관점에서 일어난 사건을 기록하는 것이 목적이다. 의미있는 해석적 환경에서 사건을 선별하고 저자가 중요하지 않게 보는 이야기는 제외시키는, 이야기거리나 역사와는 반대된다.

## 같이 보기
- 연대학
- 역대기
- 편년체